# Guillaume Gomez
Guillaume Gomez (ur. 25 lipca 1969 roku w Orleanie) – francuski kierowca wyścigowy.

## Kariera
Gomez rozpoczął karierę w wyścigach samochodowych w 1988 roku od startów w Renault 5 Turbo Cup France. Z dorobkiem sześciu punktów uplasował się na szesnastej pozycji w klasyfikacji generalnej. W późniejszych latach pojawiał się także w stawce Francuskiej Formuły Renault, Grand Prix Monako Formuły 3, Francuskiej Formuły 3, Grand Prix Makau, Formuły 3000, International Sports Racing Series, European Le Mans Series, 24-godzinnego wyścigu Le Mans, French GT Championship oraz FIA GT Championship.
W Formule 3000 Francuz startował w latach 1994-1996. W pierwszym sezonie startów w ciągu ośmiu wyścigów, w których wystartował, dwukrotnie stawał na podium. Z dorobkiem dwunastu punktów uplasował się na siódmej pozycji w klasyfikacji generalnej. Rok później Gomez również dwukrotnie osiągał podium. Uzbierane dziewięć punktów dało mu ósme miejsce w końcowej klasyfikacji kierowców. W 1996 roku nie punktował. Został sklasyfikowany na dwudziestym miejscu.